# Сизый, Сергей Александрович
Серге́й Алекса́ндрович Си́зый (укр. Сергій Олександрович Сизий; 1 сентября 1995, Харьков, Украина) — украинский футболист, полузащитник.

## Игровая карьера

### Клубная
Воспитанник харьковского «Арсенала». В 2010 году продолжил обучение в харьковском УФК № 1 у Сергея Кандаурова. После завершения обучения заключил контракт с «Металлистом». С 2012 года защищал цвета юношеской и молодёжной команд этого клуба.
В Премьер-лиге дебютировал 1 марта 2015 года в гостевом матче против киевского «Динамо». В этой игре помимо Сизого футболки первой команды харьковчан впервые надели также Богдан Бойчук, Алексей Ковтун, Максим Аверьянов, Егор Чегурко, Дмитрий Антонов и Владимир Барилко. Такой «групповой дебют» игроков харьковской молодёжки стал возможен благодаря бойкоту лидерами «Металлиста» старта весенней части чемпионата Украины из-за невыполнения клубом контрактных обязательств перед ними. 18 декабря 2015 года стало известно о переходе Сергея в португальский «Авеш».
Весной 2017 года был дисквалифицирован контрольно-дисциплинарным комитетом ФФУ на 6 месяцев и ещё год условно (с испытательным сроком 2 года) за участие в договорных матчах

### Международная
В 2011 году в составе юношеской сборной Украины под руководством Александра Петракова выступал на Мемориале Гранаткина, который проходил Санкт-Петербурге. На турнире он забил 1 гол, а сборная Украины стала бронзовым призёром.
В марте 2013 года вызывался в расположение юношеской сборной для подготовки товарищескому матчу против сборной Польши.